# Doubice
Doubice (deutsch Daubitz) ist eine Gemeinde in Tschechien. Die Streusiedlung liegt in 390 m ü. M. am Ostrand der Böhmischen Schweiz im Böhmischen Niederland in einem vom Daubitzbach (Doubický potok) durchflossenen Talkessel.

## Geografie

### Geographische Lage
Der zu großen Teilen aus Umgebindehäusern bestehende Ort ist vollständig von Wäldern und Bergen umgeben. Südlich des Dorfes befindet sich der sagenumwobene Spravedlnost (Iricht), auf dem der ruhelose Geist des Daubitzer Bäckers und Wucherers Hörndl umgehen soll. Im Osten erheben sich die schon zum Lausitzer Gebirge gehörigen Berge Široký vrch (Steingeschütte, 585,7 m) und Vápenny vrch (Maschkenberg, 548 m) hinter denen die Nachbarorte Rybniště und Krásná Lípa liegen. Nördlich des Ortes setzt die Felslandschaft mit dem von der Kirnitzsch durchflossenen Khaatal an, die sich nach Westen fortzieht, wo u. a. die Balzhütte (Na Tokáni) zu finden ist. In diesem Gebiet liegt auch der 490,8 m hohe Sokolí vrch (Limberg) mit der Stülpner-Einöde (Stülpnerova poustka), dem ehemaligen Felsversteck Karl Stülpners.

### Gemeindegliederung
Doubice besteht aus den Ortslagen Nová Doubice (Neudaubitz) und Stará Doubice (Altdaubitz). Im Tal der Kirnitzsch, wo diese auf deutsches Gebiet fließt, befindet sich die Wüstung des nach dem Zweiten Weltkrieg aufgelassenen Ortsteils Zadní Doubice (Hinterdaubitz).

### Nachbarorte
| Sebnitz                    | Staré Křečany (Alt Ehrenberg)               |                          |
| Jetřichovice (Dittersbach) | Kompassrose, die auf Nachbargemeinden zeigt | Krásná Lípa (Schönlinde) |
|                            | Chřibská (Kreibitz)                         |                          |

## Geschichte

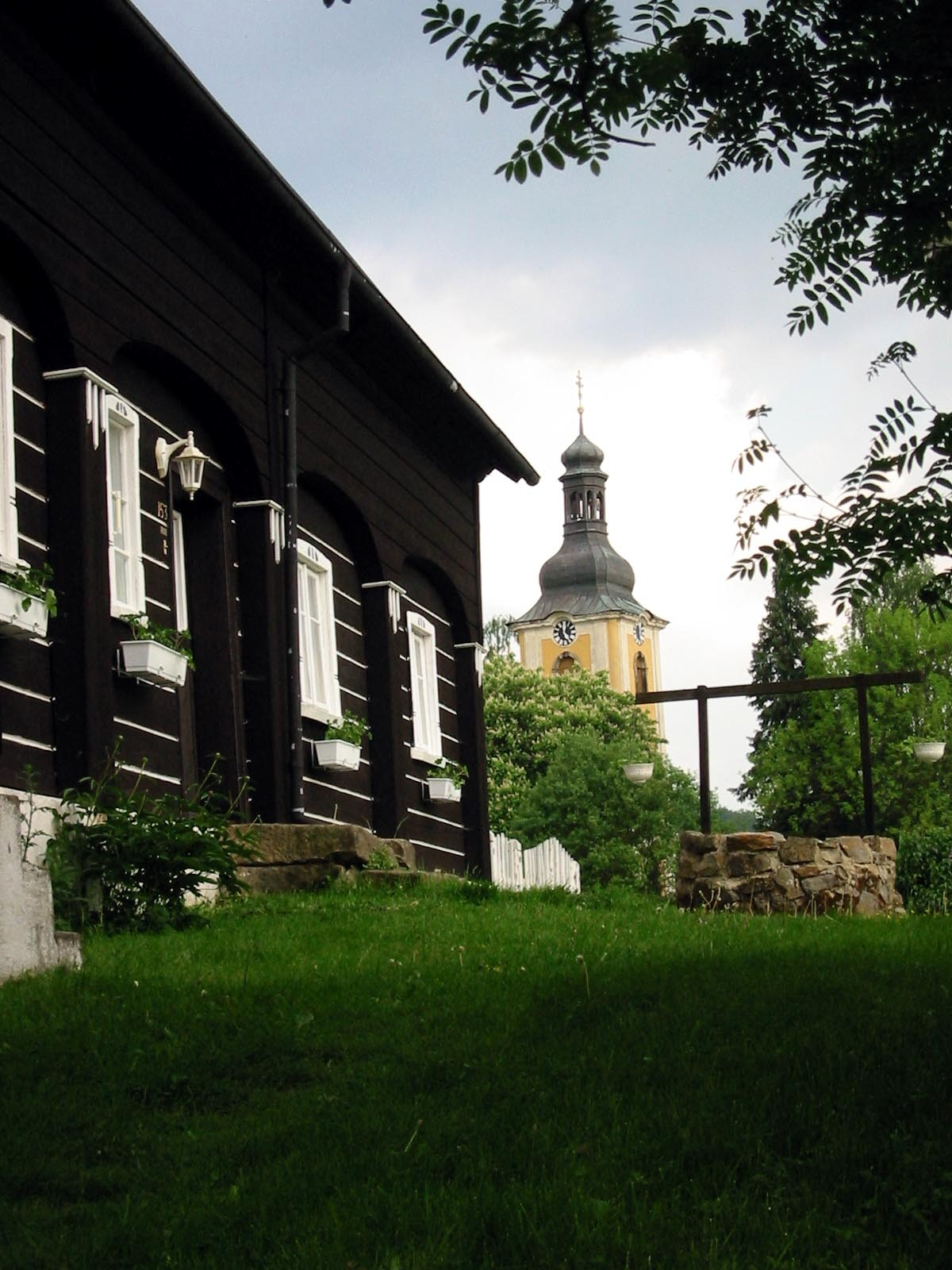
Daubitz, Kirche

Daubitz war eine slawische Dorfgründung um eine bereits ab 1457 nachweisbare und 1995 lokalisierte Glashütte. Das Dorf gehörte zum Besitz der Grafen Kinsky, erster nachweisbarer Besitzer war Radoslav Vchynský von Wchinitz und Tettau.
5 Kilometer nordwestlich, im Tal der Kirnitsch entstand Hinterdaubitz, das seit 1547 nachweisbar ist. Im Dreißigjährigen Krieg zogen die Schweden durch, daran erinnert noch ein Felsüberhang Švédský tábor (Schwedenlager) in den Felsen bei Kreibitz, unter dem die Bewohner Zuflucht suchten. 1724 erfolgte in den Felsen bei Daubitz der Abschuss des letzten Braunbären der Böhmischen Schweiz.
Während des Zwetschkenrummels erfolgten 1778 bei Daubitz, Teichstatt und Kreibitz kleinere Scharmützel zwischen preußischen und österreichischen Truppenverbänden. Die österreichischen Einheiten, die aus Chorwaten, Ungarn und Slowenen gebildet waren, wurden bald des Kämpfens überdrüssig und desertierten in die Felslandschaft des Gebirges, wobei auch das Schwedenlager wieder als Schlupfwinkel diente.
Seit 1785 wurden die Felsen mit ihren Verstecken ein Schlupfwinkel für Karl Stülpner, der zu Beginn des 19. Jahrhunderts sein Felsversteck am Limberg hatte.
Zum Ende des 18. Jahrhunderts erweiterte sich das Dorf nach Süden und auf den Fluren eines Gutes entstand zum Iricht hin der Ortsteil Neudaubitz.
Der Bau des Wahrzeichens von Daubitz, der Pfarrkirche Maria Himmelfahrt, erfolgte zwischen 1811 und 1814.
Daubitz besaß eine Schule, die Kinder aus Hinterdaubitz besuchten jedoch die Schule im näher gelegenen sächsischen Hinterhermsdorf. Ab der Mitte des 19. Jahrhunderts war Daubitz Teil des Gerichtsbezirks Rumburg.
Zum Ende des Zweiten Weltkriegs hatte Altdaubitz 56 Häuser mit 294 Einwohnern, Neudaubitz 132 Häuser mit 539 Einwohnern und Hinterdaubitz 7 Häuser mit 32 Einwohnern. Im Juli 1945 begann die Vertreibung der ausschließlich deutschen Bewohner und die Enteignung der gräflich Kinskyschen Besitzes. Vor allem aus Dymokury und Královice wurden zunächst 200 Tschechen angesiedelt, später kamen noch Slowaken und Sinti und Roma hinzu.
1975 wurde Doubice nach Krásná Lípa eingemeindet und ist nach einem Referendum seit dem Jahre 1993 wieder selbständig.
Doubice ist heute ein Erholungsort und Zentrum des Pferdesports und veranstaltet neben anderen Reitturnieren eine jährliche Hubertusjagd.

## Persönlichkeiten
- Johann Mai (* 1859 in Doubice; † nach 1885), Zeichner, Lithograph, Fotograf und Fachautor